# Brian Steen Nielsen
Brian Steen Nielsen (sinh ngày 28 tháng 12 năm 1968) là một cựu cầu thủ bóng đá chuyên nghiệp Đan Mạch. Anh có 66 trong vai trò tiền vệ phòng ngự của Đội tuyển bóng đá quốc gia Đan Mạch từ năm 1990 tới 2002, ghi được ba bàn. Sau khi nghỉ thi đấu anh làm giám đốc thể thao của AGF Aarhus cho tới năm 2014.

## Thống kê sự nghiệp
| Đội tuyển bóng đá Đan Mạch | Đội tuyển bóng đá Đan Mạch | Đội tuyển bóng đá Đan Mạch |
| Năm                        | Trận                       | Bàn                        |
| -------------------------- | -------------------------- | -------------------------- |
| 1990                       | 1                          | 0                          |
| 1991                       | 3                          | 0                          |
| 1992                       | 0                          | 0                          |
| 1993                       | 10                         | 0                          |
| 1994                       | 7                          | 0                          |
| 1995                       | 11                         | 0                          |
| 1996                       | 7                          | 0                          |
| 1997                       | 0                          | 0                          |
| 1998                       | 2                          | 0                          |
| 1999                       | 6                          | 2                          |
| 2000                       | 10                         | 1                          |
| 2001                       | 5                          | 0                          |
| 2002                       | 4                          | 0                          |
| Tổng cộng                  | 66                         | 3                          |